# Нинев, Пётр Иванович
Нинев Петр Иванович (1910—1987) — забойщик шахты № 3-3 бис треста «Сталинуголь» комбината «Кузбассуголь», Герой Социалистического Труда (1957 год).

## Биография
Родился 10 мая 1910 года в селе Мироновка в крестьянской семье. Трудиться начал в 1931 году — кузнецом на конном дворе при строящейся рудничной фабрике поселка Мундыбаш. Воинскую повинность проходил в рядах «Трудового фронта». Местом службы для военнообязанного Нинева в 1932 году стала шахта в поселке Араличево, недалеко от Сталинска(Новокузнецка). Через некоторое время перевели в соседний город Прокопьевск, на шахту № 5-6 (им. Ворошилова).

### Трудовая деятельность
Трудовую жизнь Петр Иванович начал в Новокузнецке на шахте в п. Араличево (ныне Куйбышево). В 1936 году переехал в Прокопьевск и по 1960 год работал на шахте 3-3 бис (шахта «Центральная»). Работал в нарезке, затем перешел в лаву, учился у опытных забойщиков: Бобровского и Кузнецова. Был застрельщиком стахановского движения. В 1938 году за высокие показатели в работе Нинев был премирован радиоприемником, а в 1940 был поставлен во главе бригады забойщиков.
В годы войны бригада П. И. Нинева работала с удвоенной нагрузкой, её численность была сокращена до четырёх человек, но несмотря на это, сменные задания и нормы перевыполнялись в 2-3 раза. Сверх плана бригада добыла 50 эшелонов угля фронту. В годы войны бригада работала в две смены по 12 часов. Одна смена сменяла другую без выходных дней. С учётом военного времени график работы не предусматривал выходных дней или заболевания. «Главное в работе забойщика, чтобы кровля над головой была хорошо подхвачена», — говорил он товарищам. Задание первого года пятилетки он перевыполнил более чем в полтора раза. Свою личную пятилетку завершил на 13 месяцев раньше срока. Бригаду П. И. Нинева на шахте считали школой передового опыта, она выполняла план на 115—130 %, добывая 2,5 — 3 тысячи тонн угля из лавы при хорошем качестве.
26 апреля 1957 года за выдающиеся успехи, достигнутые в деле развития угольной промышленности в годы пятой пятилетки и в 1956 году Ниневу Петру Ивановичу присвоено звание Героя Социалистического труда с вручением ордена Ленина и золотой медали «Серп и Молот».
В 1960 году вышел на пенсию.
Умер в Прокопьевске.